# Camptostoma obsoletum
Camptostoma obsoletum е вид птица от семейство Tyrannidae.

## Разпространение
Видът е разпространен в Аржентина, Боливия, Бразилия, Колумбия, Коста Рика, Еквадор, Френска Гвиана, Гвиана, Панама, Парагвай, Перу, Суринам, Тринидад и Тобаго, Уругвай и Венецуела.